# Steganacarus tenerifensis
Steganacarus tenerifensis är en kvalsterart som beskrevs av Pérez-Íñigo 1972. Steganacarus tenerifensis ingår i släktet Steganacarus och familjen Phthiracaridae. Inga underarter finns listade i Catalogue of Life.